# زندگی کن و بگذار بمیرند (فیلم)
زندگی کن و بگذار بمیرد (انگلیسی: Live and Let Die) فیلمی در ژانر اکشن به کارگردانی گای همیلتون است که در سال ۱۹۷۳ منتشر شد.

## خلاصه داستان
سه مامور MI6 در حالی که عملیات دیکتاتور جزیره، دکتر کانانگا را زیر نظر دارند، طی 24 ساعت در مقر سازمان ملل در شهر نیویورک، در نیواورلئان و کشور کوچک کارائیب سن مونیک، تحت شرایطی مرموز کشته می شوند. جیمز باند، مامور 007، برای تحقیق به نیویورک فرستاده می شود. کانانگا نیز در نیویورک است و از سازمان ملل بازدید می کند. پس از رسیدن باند، راننده او در حالی که باند را نزد فلیکس لیتر از سازمان سیا می برد، توسط ویسپر، یکی از مردان کانانگا، به ضرب گلوله کشته می شود. باند تقریباً در تصادف اتومبیل متعاقب آن کشته می شود.
پلاک قاتل، باند را به هارلم می برد و در آنجا با آقای بیگ، یک رئیس اوباش که رستوران های زنجیره ای در سراسر ایالات متحده را اداره می کند، ملاقات می کند، اما باند و سیا نمی دانند که چرا قوی ترین گانگستر سیاه پوست در نیویورک با یک گانگستر بی اهمیت کار می کند. رهبر جزیره باند با Solitaire، یک تاروت خوان زیبا که قدرت اوبه را دارد و می تواند هم آینده و هم رویدادهای دوردست را در زمان حال ببیند، ملاقات می کند. آقای بیگ از سرسپردگانش می خواهد که باند را بکشند، اما باند بر آنها چیره می شود و با کمک مامور سیا استراتر فرار می کند. باند به سن مونیک پرواز می کند، جایی که با رزی کارور، یک مامور محلی سیا آشنا می شود. آنها با متحد باند، کوارل جونیور، ملاقات می کنند که آنها را با قایق در نزدیکی خانه Solitaire می برد. زمانی که باند به رزی مظنون می شود که یک مامور مضاعف برای کانانگا است، رزی سعی می کند فرار کند اما از راه دور توسط کانانگا کشته می شود. سپس باند از یک دسته کارت‌های تاروت که فقط «عاشقان» را نشان می‌دهد استفاده می‌کند تا بازی یک نفره را فریب دهد تا فکر کند سرنوشت برای آنها در نظر گرفته شده است. سپس باند او را اغوا می کند. با از دست دادن باکرگی و در نتیجه توانایی خود در پیشگویی آینده، Solitaire متوجه می شود که توسط Kananga کشته خواهد شد، بنابراین او موافقت می کند که با Bond همکاری کند.
باند و بازی یک نفره با قایق فرار کرده و به نیواورلئان پرواز می کنند. در آنجا، باند توسط آقای بیگ اسیر می شود، که صورت مصنوعی او را برمی دارد و خود را کانانگا نشان می دهد. او هروئین تولید می‌کند و با سوء استفاده از ترس مردم محلی سن مونیک از کشیش وودو بارون سامدی و همچنین غیبت، از مزارع خشخاش محافظت می‌کند. کانانگا به عنوان مستر بیگ قصد دارد هروئین را به صورت رایگان در رستوران هایش توزیع کند که باعث افزایش تعداد معتادان می شود. او قصد دارد با هدایای خود سایر فروشندگان مواد مخدر را ورشکست کند، سپس بعداً برای هروئین خود قیمت های گزافی دریافت کند تا از وابستگی های عظیمی که به مواد مخدر پرورش داده است، سرمایه گذاری کند.
کانانگا که از سولیتر به خاطر داشتن رابطه جنسی با باند و از دست دادن توانایی خود در خواندن کارت های تاروت عصبانی است، او را به بارون سامدی می سپارد تا قربانی شود. سرسپردگان کانانگا، تی هی یک دست و آدام با کت توید، باند را ترک می کنند تا توسط کروکودیل ها در مزرعه اش در جنگل های پشتی جنوب عمیق بخورد. باند با دویدن در امتداد پشت حیوانات به سمت امن فرار می کند. پس از آتش زدن آزمایشگاه مواد مخدر، او یک قایق تندرو را می دزدد و فرار می کند و توسط افراد کانانگا به دستور آدام و همچنین کلانتر جی دبلیو. فلفل و پلیس ایالت لوئیزیانا. اکثر تعقیب کنندگان غرق می شوند یا پشت سر می گذارند و آدام در تصادف قایق توسط باند کشته می شود.
باند به سن مونیک سفر می کند و با کمک کوارل جونیور مواد منفجره زمان بندی شده را در سراسر مزارع خشخاش تنظیم می کند. او یک نفره را از قربانی وودو نجات می دهد و سامدی را به تابوت مارهای سمی می اندازد. باند و Solitaire از زیر زمین به لانه Kananga فرار می کنند. کانانگا هر دوی آنها را می گیرد و آنها را در یک مخزن کوسه فرو می برد. با این حال، باند فرار می‌کند و کانانگا را مجبور می‌کند تا یک گلوله گاز فشرده که در تفنگ‌های کوسه‌ها استفاده می‌شود، ببلعد، که باعث می‌شود بدنش باد کرده و منفجر شود.
لیتر باند و سولیتر را سوار قطاری می‌کند که از کشور خارج می‌شود. تی هی یواشکی سوار می شود و تلاش می کند باند را بکشد، اما باند سیم های بازوی مصنوعی او را قطع می کند و او را از پنجره به بیرون پرت می کند.

## بازیگران
- راجر مور در نقش جيمز باند،مامور مخفي MI6
- جین سیمور در نقش سوليتر،پيشگو كانانگا و علاقه مند به باند
- یافت کوتو در نقش كانانگا/آقا بيگ،نخست وزير فاسد و سلطان مواد مخدر
- دیوید هدیسون در نقش فيليكس لايتر،عضو سازمان سياه و همكار جيمز باند
- برنارد لی در نقش ام رئيس سازمان اطلاعات بريتانيا
- لوئیز مکسول در نقش خانم ماني پني،منشي ام
- جفری هولدر در نقش بارون،محافظ كانانگا
- گلوریا هندری در نقش روزيا،عضو سيا كه مخفيانه براي كانانگا كار مي كند
- کلیفتون جیمز در نقش كلانتر J.W
- جولیوس هریس در نقش محافظ شخصي كانانگا كه از بازوي مصنوعة رباتي استفاده مي كند
- روي استورات در نقش كوارل جونير،پسر كوارل بزرگ در دكتر نو
- لون ساتون در نقش هري استراتر،عضو سيا كه به باند در نيويورك كمك كرد.
- آرنولد ويليامز در نقش راننده تاكسي،يك راننده تاكسي شوخ و از افراد كانانگا
- مادلين اسميت در نقش خانم كاروسو، يك مامور ايتاليايي و علاقه مند به باند